# Bubble and Squeak

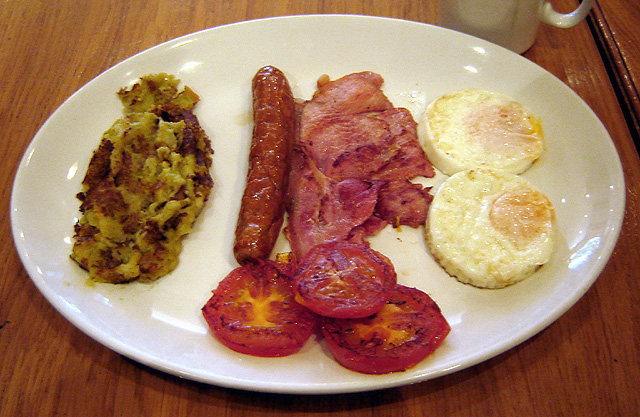
Bubble and Squeak (links) als Teil eines Englischen Frühstücks

Bubble and Squeak ist ein in England sehr verbreitetes Gericht, das traditionell aus Resten vorausgegangener Mahlzeiten, heutzutage jedoch auch frisch zubereitet wird. Es besteht traditionell aus Kartoffelbrei und zerstampftem grünem Gemüse, meistens Kohl oder Rosenkohl, wobei beide Massen miteinander vermengt und in einer Pfanne angebraten werden. Als Beilage gibt es häufig kaltes Bratenfleisch. Ein entsprechendes Rezept ist bereits in einem viktorianischen Kochbuch von Isabella Beeton enthalten, allerdings nur als Gemüsebrei zu Rindfleisch.
Der Name kommt angeblich daher, dass die Zutaten in der Pfanne Blasen (englisch bubbles) bilden und quietschende Geräusche machen (squeak).

## Colcannon
Eine irische  Variante dieses Gerichts heißt Colcannon und besteht ebenfalls aus gestampften Kartoffeln und Kohl oder Grünkohl, gewürzt mit Zwiebeln, Lauchzwiebeln, Sahne oder Butter. Colcannon kommt von dem keltischen cál ceannann, was wörtlich „weißköpfiger Kohl“ heißt. Eine der ersten Erwähnungen dieses Gerichts findet sich im Tagebuch von William Bulkeley, der 1735 nach Dublin reiste. Im 18. Jahrhundert wurde Colcannon dann auch in England bekannt, zunächst als Speise für den Adel, kräftig mit Ingwer gewürzt. Zu dieser Zeit gab es dort jedoch auch schon Bubble and squeak. 